# Phaonia marginata
Phaonia marginata är en tvåvingeart som beskrevs av Stein 1918. Phaonia marginata ingår i släktet Phaonia och familjen husflugor.
Artens utbredningsområde är Peru. Inga underarter finns listade i Catalogue of Life.